# مارک لویس جونز
مارک لویس جونز (انگلیسی: Mark Lewis Jones؛ زادهٔ ۱۹۶۴ میلادی) بازیگر اهل بریتانیا است.
از فیلم‌ها یا برنامه‌های تلویزیونی که وی در آن نقش داشته است، می‌توان به ناخدا و فرمانده: آخر دنیا، کودک ۴۴، ملکه صحرا و تعدی بر ما اشاره کرد.